# Treinongeval Voorschoten (2023)
Op 4 april 2023 vond er een treinongeval in Voorschoten plaats, waarbij op het traject Leiden – Den Haag, net ten zuiden van station Voorschoten, een goederentrein, een intercity van NS en een spoorkraan betrokken waren. Een met kalk beladen goederentrein kwam 's nachts in botsing met een krol. De intercity reed deze, of brokstukken ervan, vervolgens op een ander spoor aan, waardoor de reizigerstrein deels ontspoorde. De kraanbestuurder kwam om het leven. Van de circa vijftig personen in de intercity raakten rond de dertig gewond, waarvan negentien in het ziekenhuis werden opgenomen.

## Ongeval

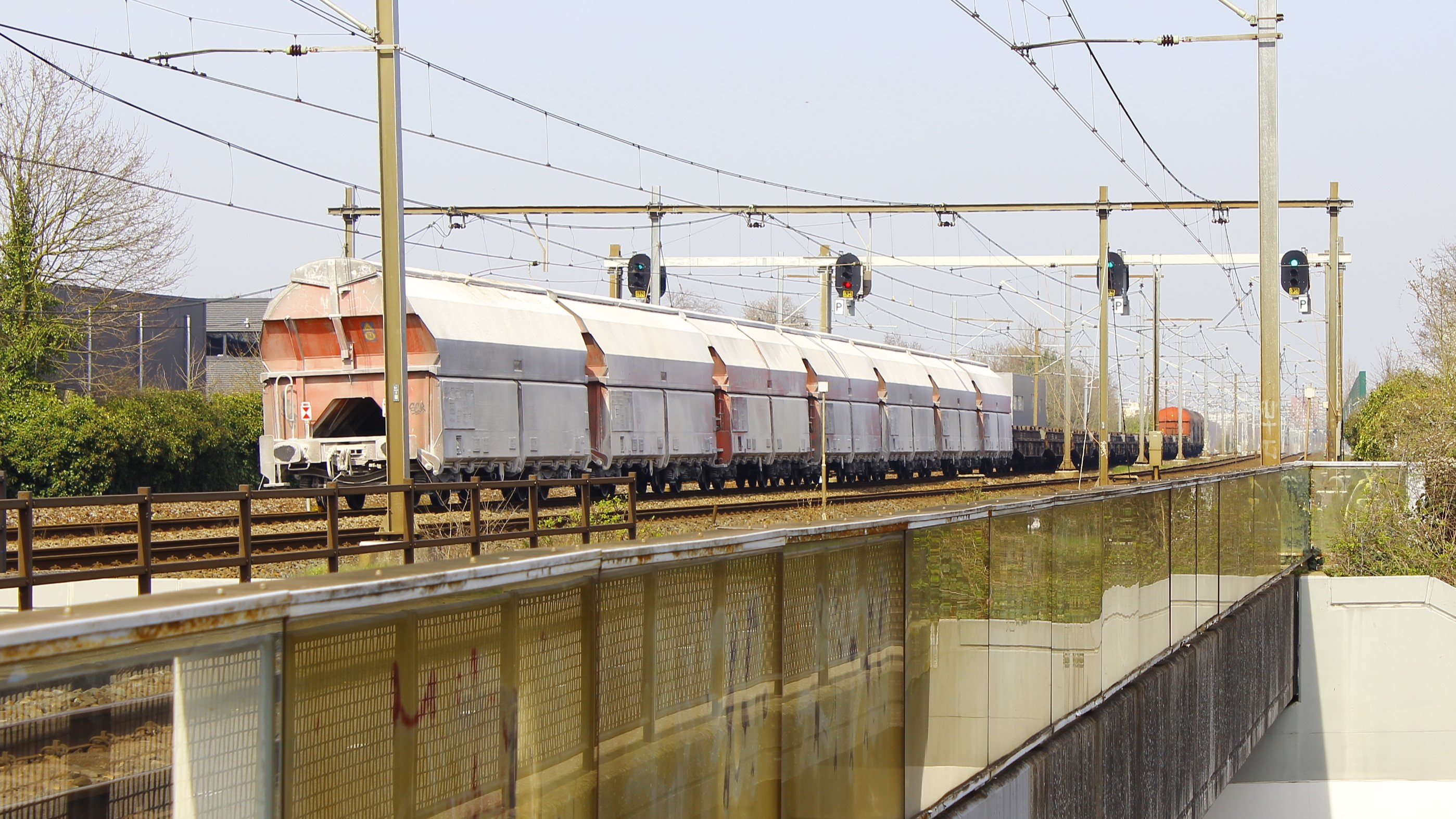
De betrokken goederentrein

Tijdens het ongeval waren er geplande spoorwerkzaamheden op een traject met vier treinsporen. Op twee naast elkaar gelegen sporen aan de oostkant werden de werkzaamheden uitgevoerd en deze waren als enige niet beschikbaar voor treinverkeer.
Volgens Prorail vroeg een veiligheidsmedewerker van bouwbedrijf BAM 's nachts om 3.23 uur aan de treindienstleider van ProRail of het treinverkeer kort stilgelegd kon worden, zodat een krol het spoor kon oversteken. De verkeersleider antwoordde dat dit over tien minuten kon. De veiligheidsmedewerker zei daarop een telefoontje van de treindienstleider af te wachten. Volgens ProRail kwam de spoorkraan korte tijd later "om onduidelijke redenen" te vroeg op of dicht bij het spoor dat door het treinverkeer werd gebruikt.
De locomotief 189 054-0 van een met kalk beladen goederentrein van het bedrijf DB Cargo kwam rijdende uit het zuiden in aanraking met de krol en raakte zwaar beschadigd . De spoorkraan of brokstukken daarvan kwamen vervolgens terecht op het naastgelegen en eveneens voor treinverkeer gebruikte spoor. De NS-intercitynachttrein die onderweg was van Leiden naar Den Haag botste twee minuten later op de krol of brokstukken ervan en ontspoorde. De 65-jarige krolbestuurder, die in dienst van BAM aan het spoor werkte, overleefde de aanrijdingen niet.
Volgens de Veiligheidsregio Hollands Midden raakten ongeveer dertig van de circa vijftig inzittenden gewond. Negentien van hen werden overgebracht naar een ziekenhuis, onder wie de machinist van de reizigerstrein.
De intercitytrein bestond uit een vierwagenstel van het type VIRM (treinstel 9405). Het voorste rijtuig kwam terecht in een weiland, de tweede kwam dwars op het spoor te staan, de derde ontspoorde eveneens. In het achterste treingedeelte ontstond kort na de botsing brand, die snel geblust werd.

## Schade en berging
Het spoor, de bovenleiding en de ondergrondse bekabeling liepen grote schade op. Ook het perron van station Voorschoten werd beschadigd. Op 6 april werden de laatste delen van de goederentrein weggesleept. Ook de spoorkraan was toen verwijderd. Doordat het voorste deel van de intercitytrein gedeeltelijk over een sloot en in een drassig weiland lag, werden de bergingswerkzaamheden bemoeilijkt.
Na de aanleg van een tijdelijke weg door het weiland en het dempen van een sloot kon bergingsbedrijf Mammoet op 10 april beginnen met de berging van de intercity. Gestart werd met het weer op het spoor zetten van het scheefstaande derde rijtuig, dat eerst werd opgetild zodat daar een nieuw draaistel onder gezet kon worden. Vervolgens werd dit deel, samen met het vierde treindeel via het spoor afgevoerd naar het emplacement bij station Amersfoort Centraal.
Vervolgens werd op 11 april gestart met het takelen van de voorste twee treindelen die half in het spoor en half in het weiland lagen. Die delen werden eerst helemaal in het weiland gelegd. Vervolgens werden ze op een SPMT geladen en over de weg afgevoerd.
Deze treindelen werden vervolgens per dieplader afgevoerd naar Amersfoort.

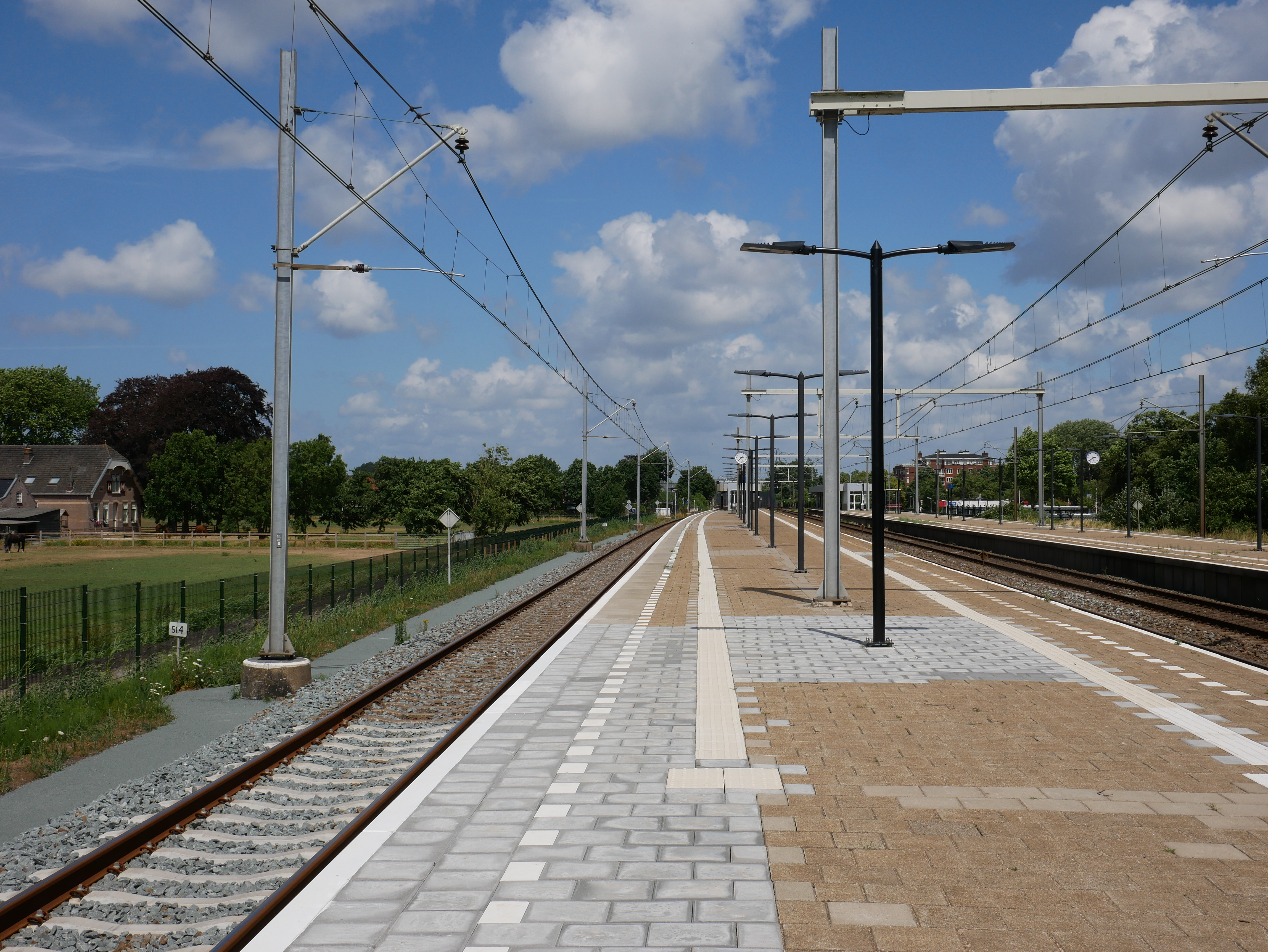
Het deels herstelde eilandperron na het ongeval

Na het afvoeren van de treindelen kon worden gestart met de herstelwerkzaamheden aan de baan. Tussen 12 april en 19 april werden het spoor, de bovenleiding en bekabeling vernieuwd, waarna op 20 april, ruim twee weken na het ongeval, de treindienst tussen Leiden en Den Haag weer volgens dienstregeling kon worden uitgevoerd.

## Onderzoek
Het Openbaar Ministerie en politie stelden direct na het ongeval een strafrechtelijk onderzoek in naar de oorzaak van het treinongeval. Ook de Onderzoeksraad voor Veiligheid, de Inspectie Leefomgeving en Transport en ProRail stelden direct na het ongeval een onderzoek in naar de toedracht van het ongeval. Staatssecretaris Vivianne Heijnen van Infrastructuur schreef de Tweede Kamer dat de goederentrein op het kraanvoertuig botste en dat de kraan of de brokstukken hiervan vervolgens op het spoor terechtkwamen waar de intercity op reed. Uit een eerste onderzoek van ProRail zou zijn gebleken dat de kraan die gebruikt werd voor de werkzaamheden te vroeg op of dicht bij het gebruikte spoor stond. De Nederlandse Arbeidsinspectie onderzoekt of BAM, de werkgever van de omgekomen kraanmachinist, de Arbowet heeft overtreden.
De Onderzoeksraad voor Veiligheid concludeerde in mei 2024: "Onderhoud aan intensief bereden spoornet moet en kan veiliger".

## Reacties

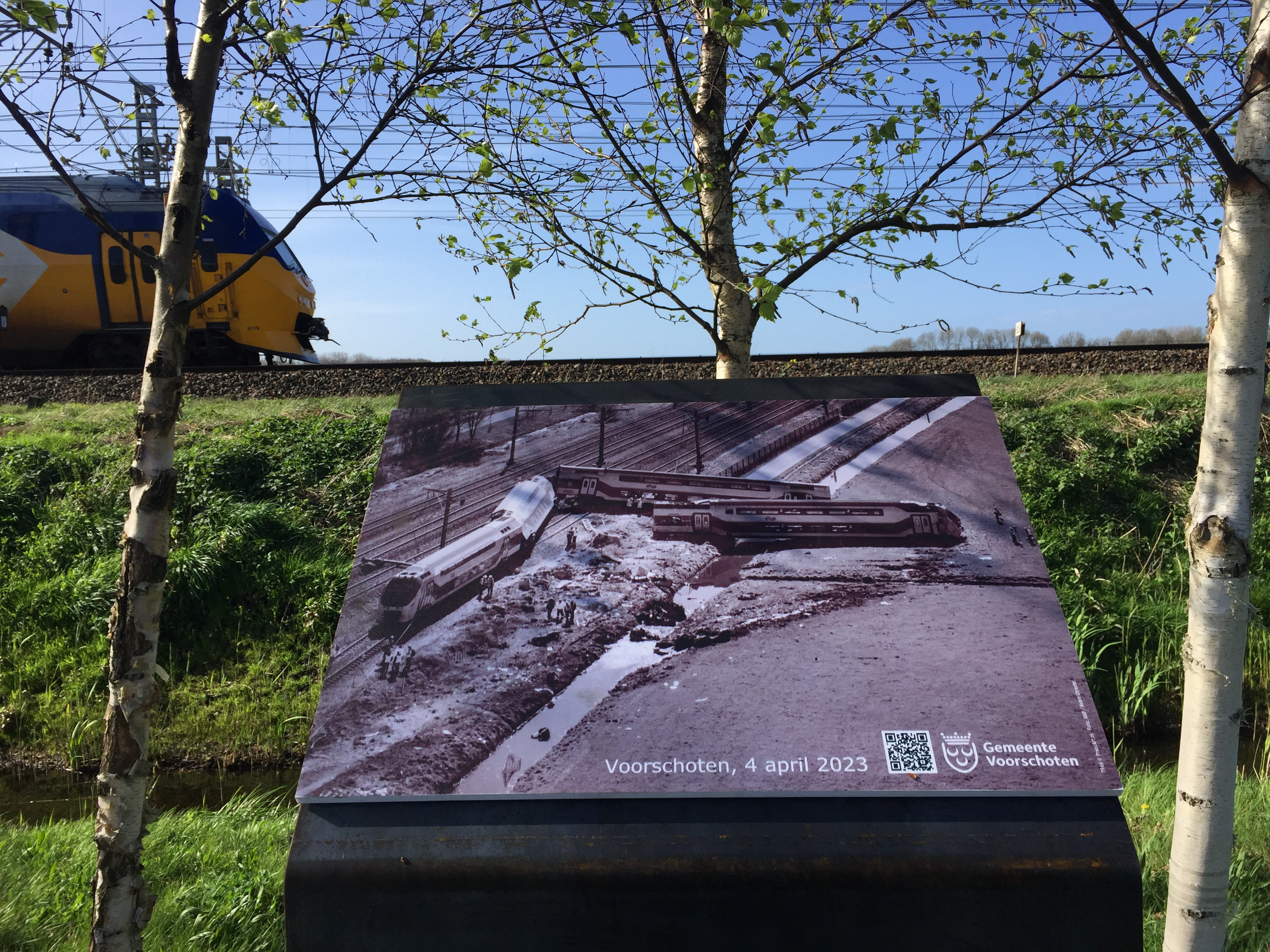
Herdenkingspaneel bij de plek van het ongeval

John Voppen, CEO bij ProRail, noemde het ongeval "een zwarte dag voor het Nederlandse spoor". De Italiaanse vicepremier en minister van Infrastructuur en Transport Matteo Salvini bood hulp aan. Op de dag van het ongeval brachten koning Willem-Alexander en staatssecretaris Heijnen een gezamenlijk bezoek aan de ongevalsplek.